# Flugplatz Langerfeld
Der Flugplatz Langerfeld ist ein ehemaliger Flugplatz der damaligen selbstständigen Großstadt Barmen auf dem Gebiet des heutigen Stadtbezirks Wuppertals Langerfeld-Beyenburg an der Grenze zu Schwelm. Er wurde von 1926 bis kurz nach dem Zweiten Weltkrieg betrieben und ist mit dem Flugpionier Gottlob Espenlaub verbunden.

## Topographie
Das Gelände grenzte im Norden an die Bahnstrecke Elberfeld–Dortmund der Bergisch-Märkischen Eisenbahn-Gesellschaft, im Osten an Schwelm, östlich der heutigen Dieselstraße. Im Süden war es durch die Schwelmer Straße begrenzt, damals gegenüber dem Gut Röttgen. Die Karl-Bamler-Straße bildete im Westen die Grenze. Karl Bamler war Lehrer am Barmer Gymnasium und gründete 1902 in Barmen den Niederrheinischen Verein für Luftschifffahrt (NVfL). Die Karl-Bamler-Straße stellte die Zufahrt zu dem Flugplatz dar und dort lag ein kleiner Ballonschuppen mit einer Gasabfüllanlage für Ballons sowie eine kleine rund 20 mal 15 Meter große Flugzeughalle. Das Feld selber bestand aus einer begradigten Wiese mit leichtem Gefälle.

## Geschichte
In den 1920er-Jahren suchte der Niederrheinische Verein für Luftschifffahrt ein geeignetes Gelände und fand es in Langerfeld, das seit 1922 zu Barmen gehörte. 1926 entstand der Langerfelder Flugplatz, der ein Start- und Landeplatz für Segel- und Motorflugzeuge sowie Freiluftballone war. Die Erschließung übernahm die Stadt. Auch eine Ferngasleitung wurde verlegt, so dass eine Gasabfüllanlage betrieben werden konnte. Diese ermöglichte den Aufstieg von zwei Dutzend Ballons gleichzeitig. Am 12. Mai 1927 erfolgte die Benennung der Karl-Bamler-Straße.
Ab 1927 wurden die „Langerfelder Flugtage“ ausgetragen, bei denen auf sonntäglichen Schauflügen tausende Zuschauer anwesend waren. Bekannte Ballonfahrer wie Hugo Kaulen oder Alexander Dahl stiegen hier mit ihren Ballons auf. Aber auch Motorflugzeuge, meist Doppeldecker, wurden hier gezeigt. Kunstflieger wie Ernst Udet, Gerhard Fieseler, Elly Beinhorn oder Thea Rasche zeigten ihre Kunststücke. Mitunter wurden auch Fallschirmabsprünge vorgeführt.
1938 ging ein gewisser Johann Albert K. durch die Nachrichten, er spionierte für Frankreich unter anderem den Flugplatz aus und wurde von seiner eigenen Frau, aus nicht überlieferten Gründen, an die deutsche Gestapo verraten. Für seine Spionagetätigkeiten in den Jahren 1937 bis 1939 wurde er vom Volksgerichtshof in Berlin zum Tode verurteilt und 1940 hingerichtet.
1939 mit Ausbruch des Zweiten Weltkrieges errichtete Gottlob Espenlaub am West- und Nordrand des Flugplatzes eines seiner Espenlaub-Flugzeugwerke, in dem rund 3000 Beschäftigte Flugzeugteile herstellten und Reparaturen an Maschinen der Luftwaffe ausführten. Hier entstanden auch verschiedene Espenlaub-Automobile als Einzelstücke. Dieses größere Gebäude existiert noch heute. Während des Krieges wurden hier Militärflugzeuge repariert, die aber zum größten Teil auf dem Landweg nach Langerfeld kamen. Eine weitere Flugzeugwerkstatt wurde am südlichen Rand des Flugplatzes an der Schwelmer Straße eröffnet. 1944 verlegte Espenlaub seine Werke in Düsseldorf und Kassel auch hierhin. Zuvor hatte Espenlaub die Genehmigung erhalten in vier nahegelegenen Eisenbahntunneln sogenannte Verlagerungsbetriebe einzurichten. Dort im Linderhauser Tunnel, auf Schwelmer Stadtgebiet, entstand mit dem Tarnnamen „Meise 1“ im Sommer 1944 das Werk 4. Am 23. Oktober wurde dort mit rund 1000 Mitarbeitern die Arbeit aufgenommen. Nach dem Krieg kam 1945 die Firma Espenlaub zum Erliegen und wurde 1946 vorerst geschlossen.
Nach dem Krieg wurde das Gelände an Bauern verpachtet, die es als Wiesen- und Ackerland nutzten. In den 1950er Jahren wurde das Gelände parzelliert und in ein Industrie- und Gewerbegebiet umgewandelt. Auch die Bundesautobahn 1 überspannt nun mit der Talbrücke Langerfeld das Gelände. An der nordwestlichen Ecke starteten hin und wieder noch Ballons. 1959 wurde die Straße In der Fleute nach Osten (also durch das ehemalige Flugplatzgelände) verlängert.
Die Espenlaub-Flugzeugwerke erloschen 1982, zehn Jahre nach dem Tode Espenlaubs, am 8. Februar 1972.